# Saint-Bonnet-de-Salendrinque
Saint-Bonnet-de-Salendrinque település Franciaországban, Gard megyében. Lakosainak száma 124 fő (2022. január 1.). Saint-Bonnet-de-Salendrinque Lasalle, Vabres és Thoiras-Corbès községekkel határos.

## Népesség
A település népessége az elmúlt években az alábbi módon változott:
| Lakosok száma | 74   | 53   | 79   | 92   | 113  | 115  | 120  | 117  | 115  | 124  |
|               | 1968 | 1982 | 1990 | 2006 | 2013 | 2015 | 2017 | 2019 | 2020 | 2022 |